# Maxi/Nimbus

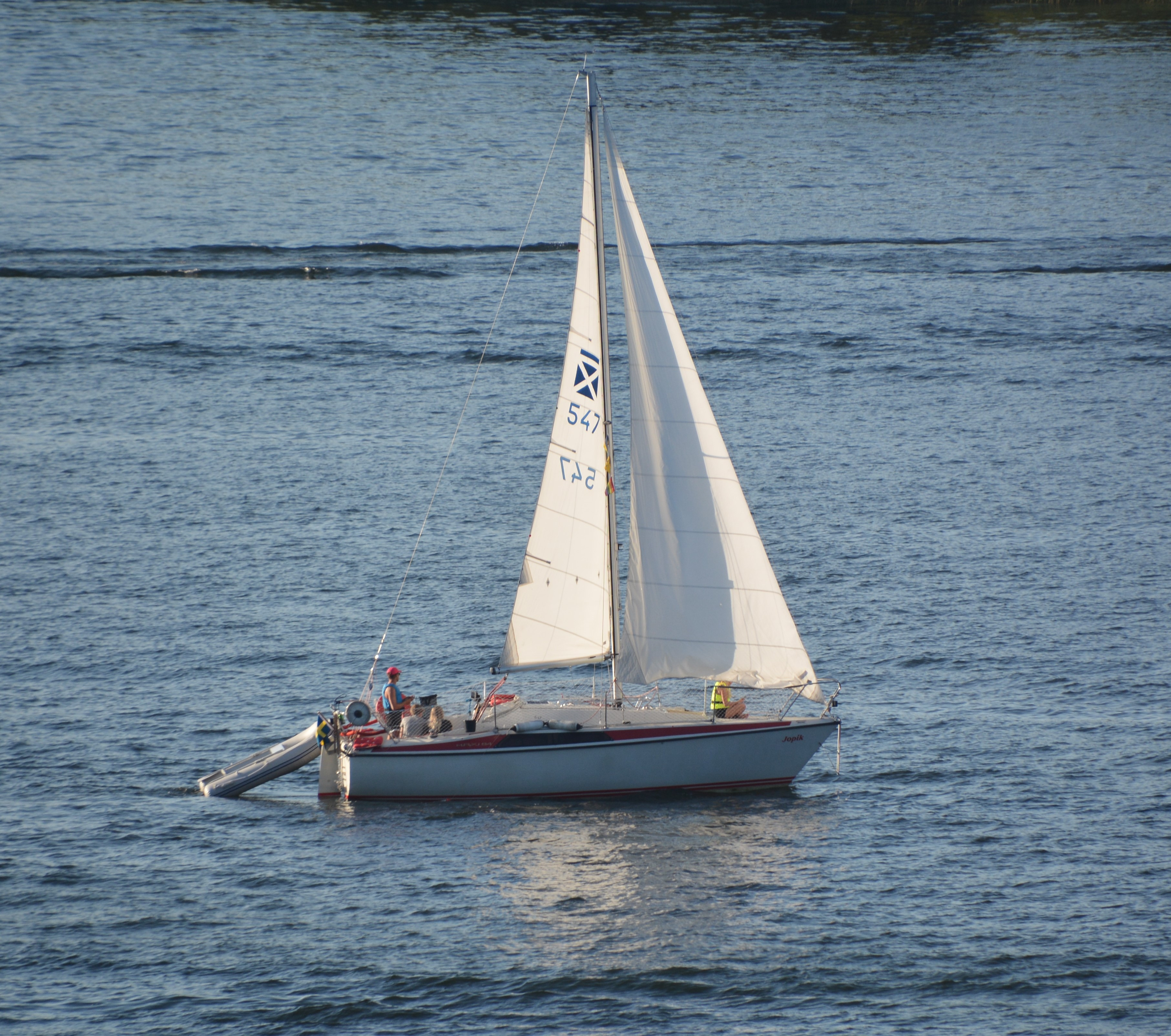
Maxi 84

Maxi/Nimbus är en båttillverkare i Göteborg som tillverkar Maxi Yacht och Nimbus Boats. Maxi-båtar har tidigare tillverkats i Lugnås, från 1993 till 2006 i Visby. År 2006 såldes Maxi-programmet till Najad på västkusten. Numera i Lugnås är produktionen inriktad på Paragon yachts. Samtliga Maxibåtar är konstruerade av Pelle Petterson.

## Båtar

### Motorbåtar
- Fenix Turbo/Inspector
- Maxim
- Max I
- Max II
- Maxi Limo
- Maxi 680 DC
- Maxi 880 DC

### Segelbåtar
- Maxi 33
- Maxi 34
- Maxi 35
- Maxi 38+
- Maxi 39
- Maxi 68
- Maxi 77
- Maxi 80 Racer
- Maxi 84
- Maxi 87
- Maxi 95
- Maxi 100
- Maxi 100PS
- Maxi 108
- Maxi 120
- Maxi 130
- Maxi 140
- Maxi 340
- Maxi 380+
- Maxi 777
- Maxi 800
- Maxi 900
- Maxi 909
- Maxi 999
- Maxi 1000
- Maxi 1050
- Maxi 1100
- Maxi 1200
- Maxi 1300
- Maxi 1060
- Maxi Fenix
- Maxi Magic
- Maxi Racer
- Maxi Mixer
- Maxi Mixer EC
- Swedish Match 40